# Fort Worth
Fort Worth és la cinquena ciutat més gran de l'estat de Texas i la dissetena ciutat més gran dels Estats Units.
Situada a Texas del Nord, abasta gairebé 780 km² dels comtats de Tarrant, Denton, Parker i Wise, i és la capital del comtat de Tarrant. Segons les estimacions del de Cens dels EUA de 2013, Fort Worth tenia 792.727 persones. La ciutat és el segon centre cultural i econòmic més gran de l'àrea metropolitana Dallas-Fort Worth-Arlington (comunament anomenada el Metroplex), i la quarta àrea metropolitana més gran als EUA amb una població de 6.8 milions a setze comtats.
Establerta originalment el 1849 com a lloc avançat per l'Exèrcit al peu d'un turó dominant el riu Trinity, la ciutat encara actualment manté l'herència de la cultura i l'arquitectura de l'oest.

## Història
El 1843, la República de Texas signava un tractat amb les tribus americanes nadiues que dividien la frontera nova. Als americans natius se'ls donava la terra a l'esquerra d'una línia recta imaginària, mentre que als pobladors se'ls donava la terra a l'Est. Aquesta línia imaginària seria coneguda com el lloc 'on comença l'Oest'.
Pels anys 1840 els americans de la Costa Est s'estaven movent cap a l'oest. Mentre els grangers i els pobladors des dels estats Orientals arribaven a l'àrea, els Americans Natius es retiraven a la frontera del nord de Texas. Mentrestant, les tensions augmentaven entre la República de Texas i el seu veí del sud, Mèxic, des de la victòria de Texas sobre Mèxic a la batalla de San Jacinto el 1836.

## Fills il·lustres
- Robert Bruce Merrifield (1921 - 2006) bioquímic, Premi Nobel de Química de l'any 1984.
- Van Williams (1934-2016) actor de cinema i televisió.